# Mary Gillon
Mary Gillon Armistead (17 de julio de 1898 - 2 de enero de 2002) fue una conductora de tranvía escocesa durante la Primera Guerra Mundial.

## Primeros años de vida
Mary Gillon nació el 17 de julio de 1898 en Edimburgo, Escocia, hija de Allan Anderson Gillon, un pescadero, y Agnes Ewing. A los 14 años dejó la escuela para empezar a trabajar en la pescadería de su padre en Portobello .

## Carrera
Después de trabajar en la tienda de su padre, Gillon fue empleada en la compañía, Buttercup Dairy. En 1916, a la edad de 17 años, se unió a los servicios de tranvía por cable de Edimburgo como conductora de tranvía.. La empresa le regaló un uniforme, pero ella lo combinó con botas largas ya que su falda se mojaba muchas veces. En cada estación, ella tenía tres minutos para girar los asientos hacia atrás en la dirección del viaje, limpiar el área de basura y buscar objetos perdidos, y cambiar los puntos y bajar los escalones para que entraran los siguientes pasajeros. Los turnos de trabajo eran largos; eran nueve horas y el turno de tarde no terminaba hasta las 11:35 de la noche. Las conductoras de tranvía no tenían tiempo para el almuerzo; Comieron en la plataforma.
Dejó su trabajo después de la guerra en agosto de 1919 y se fue a trabajar a Craigmillar Creamery.

## Vida y muerte posteriores
Gillon se casó con George Armistead, conductor de camión y carpintero, el 12 de junio de 1924.[cita requerida] Murió en Perth, Escocia, el 2 de enero de 2002.[cita requerida]